# Alcovasaurus
Alcovasaurus longispinus is een plantenetende ornithischische dinosauriër, behorend tot de Stegosauria, die tijdens het late Jura leefde in het gebied van het huidige Noord-Amerika.

## Vondst en naamgeving
In juli 1908 groeven professoren William Harlow Reed en A.C. Dart van de University of Wyoming, in de Alcova Quarry in Natrona County, Wyoming, het skelet op van een stegosauriër. Het zou de laatste belangrijke dinosauriërvondst zijn die Reed deed. In 1914 werd dit door Charles Whitney Gilmore, aan wie de vondst gedeeltelijk werd uitgeleend, benoemd als een soort van Stegosaurus: Stegosaurus longispinus. De soortaanduiding is afgeleid van het Latijnse longus, "lang", en spina, "stekel", en verwijst naar de lange staartstekels. In dezelfde publicatie verwees Gilmore in een fotobijschrift per abuis naar dezelfde soort met de naam Stegosaurus altispinus; dit kan gelden als een lapsus calami.

Diagram van het gevonden materiaal

Het holotype, UW D54, is vermoedelijk gevonden in een laag van Brushy Basin Member de Morrisonformatie die dateert uit het Kimmeridgien. De precieze vondstlocatie is niet meer bekend maar ligt vermoedelijk in de buurt van het huidige Alcova Reervoir anderhalve mijl ten oosten van het plaatsje Alcova. Het bestaat uit een gedeeltelijk skelet zonder schedel van een volwassen individu. Bewaard zijn gebleven: tweeënveertig wervels van de nek, rug en staart, ribben, een chevron, een stuk heiligbeen, stukken van beide darmbeenderen, een linkerschaambeen, beide zitbeenderen, een rechterdijbeen en vier staartstekels. Het skelet lag gedeeltelijk in verband. Het gaat om een volwassen individu. Het specimen, door Reed creatief tentoongesteld in het museum van de universiteit waarbij hiaten en slechte botten met papier-maché, schellak en gips waren aangevuld, werd eind jaren twintig ernstig aangetast door waterschade als gevolg van een breuk in een verwarmingsleiding en wordt sindsdien als verloren beschouwd. Alle aanvulsels vielen uit elkaar doordat ze oplosten. Afgietsels van de twee langste achterste staartstekels zijn echter bewaard gebleven onder inventarisnummer UW 20503. Daarbij bleek in 2016 dat het dijbeen zich toch nog in de collectie bevindt onder hetzelfde nummer. Daarnaast zijn foto's bekend van het fossiel zoals het in de grond werd aangetroffen en van de opstelling in het museum. Er lijkt echter geen mogelijkheid te zijn dat er in de universiteit nog botten worden aangetroffen.

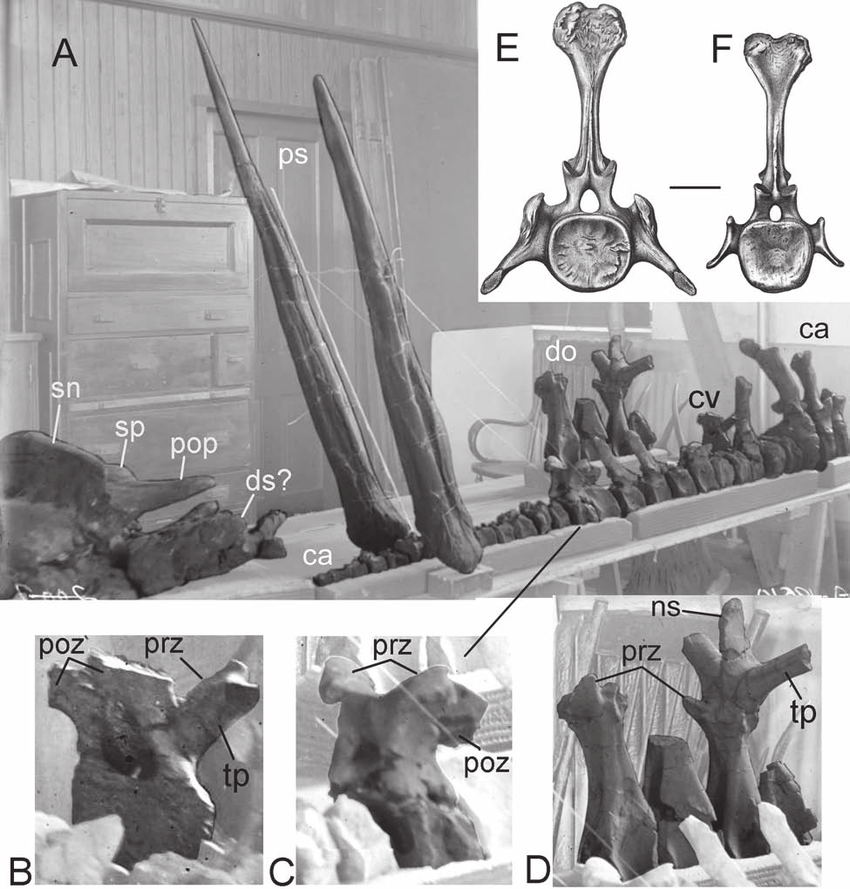
Het holotype zoals indertijd tentoongesteld

Gilmore baseerde zijn benoeming van een nieuwe soort voornamelijk op de extreme lengte van de staartstekels, die veel langer zijn dan die van Stegosaurus armatus of Stegosaurus stenops. Latere onderzoekers hebben S. longispinus vaak als een jonger synoniem van een van deze soorten gezien maar het onderzoek van de laatste jaren neigt ertoe S. longispinus als geldig te beschouwen. In 1993 benoemden George Olshevsky en Tracy Ford het taxon als een soort van Kentrosaurus: ?Kentrosaurus longispinus, zuiver op basis van de gedeelde lange stekels; dit heeft echter geen navolging gevonden en het vraagteken geeft al aan dat men er zelf onzeker over was. Wel betwijfelden sommige wetenschappers een nauwe verwantschap met Stegosaurus en spraken daarom van een "Stegosaurus" longispinus.
Roman Oelanski gaf de soort daarom in 2014 een eigen geslacht: Natronasaurus. De geslachtsnaam verwijst naar de vindplaats. De typesoort van Natronasaurus is de oorspronkelijke soortnaam, dus Stegosaurus longispinus. De naamgeving vond plaats in een elektronische publicatie die door Oelanski persoonlijk werd uitgegeven. In reactie hierop scherpte de ICZN de criteria voor elektronische publicaties aan in de zin dat met terugwerkende kracht tot 2012, het jaar dat naamgeving in elektronische publicaties werd toegestaan, de archivering van de publicatie moet plaatsvinden door een organisatie. Natronasaurus werd hierdoor een nomen non rite publicatum. Daarom vervingen Peter Malcolm Galton en Kenneth Carpenter de naam in 2016 door Alcovasaurus. Deze geslachtsnaam verwijst naar de vindplaats Alcova. De combinatio nova werd daarmee Alcovasaurus longispinus. De typesoort blijft Stegosaurus longispinus.
Galton & Carpenter wezen een tweede fossiel aan de soort toe. Het gaat om een enorme ronde stekelbasis in de jaren negentig van de twintigste eeuw in Wyoming, bij de Griffin Ranch nabij de Bone Cabin Quarry op de Como Bluff gevonden door preparateur Clifford A. Miles. Het stuk is sindsdien kwijtgeraakt maar er is een gipsafgietsel van gemaakt met inventarisnummer DMNH 33431.
In 2019 werd de soort door Francisco Costa en Octávio Mateus hernoemd tot een Miragaia longispinus. De reden hiervoor was dat men meende dat als een soort de meeste van zijn meer afwijkende kenmerken met een bepaald geslacht deelt het daar "per definitie" toe behoort. Geslachten worden echter ostentatief gedefinieerd door hun typesoort.

## Beschrijving

### Grootte en onderscheidende kenmerken

Alcovasaurus in grootte vergeleken met een Amerikaanse man

Alcovasaurus is ongeveer zeven meter lang. Het dijbeen heeft een lengte van 1082 millimeter. Gregory S. Paul schatte in 2016 de lengte op zesenhalve meter, het gewicht op drieënhalve ton.
Gilmore viel een aantal afwijkende kenmerken van de middelste staartwervels op die zo sterk apomorf waren dat hij eerst vermoedde dat ze van een andere soort afkomstig waren. Reed verzekerde hem echter dat de vindplaats monotypisch was, dus zonder resten van andere dieren. Deze wervels onderscheidden zich door een verticale in plaats van horizontale afplatting; een ronde in plaats van zeshoekige doorsnede overdwars; diep in plaats van licht uitgeholde zijkanten; de aanwezigheid van zwak ontwikkelde zijuitsteeksels in plaats van dat die geheel verdwenen waren op zo'n achterste positie in de reeks; en een paddenstoelvormige verbreding van de wervelboog.
In 2016 stelden Galton en Carpenter een vijf autapomorfieën vast, waarbij ze de beschrijving door Gilmore grotendeels bevestigden. De zijuitsteeksels lopen door tot in de achterste staartwervels. De achterste staartwervls zijn kort zodat hun hoogte hun lengte overtreft. Beide staartstekelparen zijn zeer slank en lang met 90% van de dijbeenlengte. Het achterste stekelpaar heeft de grootste breedte op een kwart van de lengte van onderen gemeten. Bij het dijbeen is het gewrichtsvlak op de onderste gewrichtsknobbels beperkt tot het onderste uiteinde. Een mogelijke zesde autapomorfie is het bezit van zes paar sacrale ribben: alle andere gevonden stegosauriërs hebben er vier of (soms) vijf.
De staart is in verhouding tot het lichaam een kwart korter dan die van Stegosaurus. Galton & Carpenter zagen de langere stekels als een aanpassing hieraan. De heup is ongeveer een voet hoger dan bij Stegosaurus.

### Skelet
Minstens een van de bewaarde wervels was een halswervel, gezien het fotografisch materiaal vermoedelijk de achtste. Op een foto is te zien dat het ruggenmergkanaal vrij breed is.
Er waren minstens vijf dorsale wervels van de rug gevonden. Die hadden hoge wervelbogen net als bij Stegosaurus. De zijuitsteeksels stonden niet zo steil omhoog en leken in dat opzicht meer op die van Hesperosaurus dan Stegosaurus. De ribben, minstens drie in getal, hadden de gebruikelijke T-vormige doorsnede.
De sacrale wervels van het heiligbeen hadden een ondiepe lengtegroeve op de onderzijde. Dat verschilt van de ronde toestand bij Stegosaurus sulcatus en de van richels voorzien groeve bij Stegosaurus stenops en Hesperosaurus. Het heiligbeen bestond uit vier achterste "echte" sacrale wervels en twee voorste "ingevangen" dorsosacrale wervels. Ook die laatste twee hadden ieder een paar sacrale ribben als verbinding met de darmbeenderen. Sommige stegosauriërs hebben vijf paar ribben maar zes paar is een unicum onder de bekende fossielen.
Aangenomen dat er ongeveer negenenveertig staartwervels waren zoals bij Stegosaurus dan ontbraken er bij het fossiel tweeëntwintig of drieëntwintig. Volgens Galton & Carpenter waren de tweede en derde, zeven en achtste, twaalfde tot en met zestiende, achttiende tot en met eenentwintigste, zevenentwintigste en achtentwintigste, dertigste tot en met vijfendertigste, tweeënveertigste en drieënveertigste en de zesenveertigste tot en met achtenveertigste wervel bewaardgebleven. De voorste een middelste staartwervels verschilden volgens Gilmore nauwelijks van die van Stegosaurus. Bij de voorste wervels waren de doornuitsteeksels sterk gevorkt, gespleten door een diepe kloof. Lang niet alle stegosaurusfossielen vertonen dit kenmerk; Galton & Carpenter vermoedden dat het samen zou kunnen hangen met de leeftijd en typisch was voor oude exemplaren. Dat de kloving bij Alcovasaurus voorkomt, weerlegt dat het een autapomorfie zou zijn van Stegosaurus armatus, de oude typesoort van Stegosaurus, die na een petitie van Galton vervangen werd door S. stenops. De middelste staartwervls tonen de gebruikelijke zeshoekige dwarsdoorsnede.
De achterste staartwervels waren zeer afwijkend van die van andere bekende stegosauriërs. Volgens Galton & Carpenter toont het fotografisch bewijs duidelijk aan dat ze toch bij het holotype hoorden. Het opvallendste kenmerk is dat de zijuitsteeksels helemaal tot achter in de reeks doorlopen. Bij Stegosaurus stenops horen ze bij de zeventiende of achttiende wervel op, bij Hesperosaurus na de twintigste wervel, bij Kentrosaurus voor de achtendertigste wervel. Bij Alcovasaurus waren ze volgens Gilmore daarnaast verticaal afgeplat ofwel breder dan hoog, rond in dwarsdoorsnede, diep uitgehold in de zijden, bovenaan verbreed, en verkort ofwel hoger dan lang. Galton & Carpenter stelden dat de zijdelingse uitholling en de bovenste verbreding een gevolg waren van die verkorting. Ook zouden de zijuitsteeksels en de verkorting functioneel samenhangen. De zijuitsteeksels zouden een vergrote spiermassa kunnen dragen voor een krachtiger zijwaartse slag. De kortere staart zou daaraan ook kunnen hebben bijgedragen. Een stijvere staart zorgt ervoor dat de kans op een elastische vervorming van het doelwit, bijvoorbeeld een roofsauriër, kleiner wordt en de kans op een plastische vervorming, een wond, groter. De zijuitsteeksels kunnen daartoe ook (verbeende) pezen hebben gedragen. In 2019 werd echter door Costa aangenomen dat de staartpunt extra soepel was om de lange stekels meer impact te geven.
Het schaambeen had een lange slanke voorste processus praepubicus net als bij andere stegosauriërs. Het zitbeen leek sterk op dat van Stegosaurus stenops en S. ungulatus. Het uiteinde was afgerond als bij S. ungulatus. Gilmore beschreef de darmbeenderen niet maar uit de foto's blijkt dat vermoedelijk delen van beide gevonden zijn. Het achterblad was langer en meer naar bezijden gebogen dan bij andere stegosauriërs. Dat kan weer samen hebben gehangen met de vergrote slagwerking van de staart.
Het dijbeen toont twee eigenaardigheden. Het gewrichtsvlak was onderaan beperkt tot de strikte onderzijde terwijl bij andere Thyreophora dit iets over de voorkant en achterkant doorliep. Dit kan gezien worden als een extreme graviportale aanpassing en een teken dat Alcovasaurus en lage snelheid had en eerder het gevecht aanging dan vluchtte. Ondanks de aanzienlijk grootte van het dijbeen was de voorste trochanter minor vingervormig in plaats van vergroeid te zijn met de achtergelegen trochanter major. Dit komt ook bij Stegosaurus stenops voor; bij andere volwassen exemplaren van stegosauriërs versmelten ze.

### Osteodermen
Het meest opvallende kenmerk van Alcovasaurus waren de staartstekels. Zulke stekels maken geen deel uit van het eigenlijke skelet maar zijn huidverbeningen, osteodermen. Galton & Carpenter concludeerden uit de foto's dat het inderdaad stekels van de staart betrof en niet van de schouder of de heup, zoals misschien uit hun uitzonderlijke lengte zou kunnen worden afgeleid.
De staartstekels zijn zeer langgerekt. De langste bewaarde stekel, de achterste van de linkerzijde, is zesentachtig centimeter lang ondanks een afgebroken punt; Gilmore schatte de totale lengte van de beenkern op 985 millimeter. De hoornschacht zou daaraan nog een derde aan hebben toegevoegd. Daarbij hebben ze het afwijkende kenmerk dat de bases van de voorste stekels ongeveer even groot zijn als de bases van de achterste stekels, in plaats van duidelijk breder. De bases zijn zo smal, ongeveer vijftien bij elf centimeter, dat de schacht naar boven toe zich tot een hoogte van twintig à vijfentwintig centimeter eerst verbreedt voor weer geleidelijk te versmallen. De bases zijn zoals meestal afgeschuind zodat de stekel naar achteren en boven wees. De schachten zijn tamelijk afgeplat met scherpe richels.
Er waren vermoedelijk twee paar stekels. Die stonden in de lengterichting van het lichaam kennelijk verder uiteen dan bij Stegosaurus stenops. De oriëntatie was vermoedelijk schuin naar boven achteren en bezijden.
Volgens Gilmore weken de stekels van Alcovasaurus, behalve wat de verdikking op een kwart van de lengte betreft, af van die van Stegosaurus door een grotere afplatting en het feit dat het achterste paar even groot is als het voorste in plaats van duidelijk kleiner. Galton & Carpenter zagen het eerste kenmerk echter als het vermoedelijke gevolg van een samendrukking van het fossiel. Het even groot zijn zou echter wel als een uitzonderlijke eigenschap kunnen worden beschouwd, afwijkend van alle andere bekende Stegosauria, maar werd toch niet aangegeven als een autapomorfie omdat het fotografisch bewijs niet eenduidig was.
De stekel waarvan DMNH 33431 het afgietsel is, was gerestaureerd met een lengte van negentig centimeter en komt dus althans wat lengte betreft met de stekels van Alcovasaurus overeen. Susannah Maidment stelde in 2008, Stegosaurus longispinus als een jonger synoniem van Stegosaurus armatus beschouwend, dat de grootte van stekels niet als een diagnostisch kenmerk mag worden beschouwd daar die vermoedelijk sterk varieert tussen individuen, de seksen en jonge tegenover oude dieren. Galton & Carpenter wezen er echter op dat die stelling niet onderbouwd was met een statistische analyse, zodat het niet duidelijk was in welke mate zich zulke intraspecifieke variatie voordeed, en dat zijzelf bij andere soorten wel degelijk groottekenmerken van osteodermen als onderscheidend heeft aangevoerd.
Galton & Carpenter zagen de staartstekels als duidelijke wapens. Hun slanke bouw diende kennelijk om belagers, zoals roofsauriërs, als een degen te doorboren. De korte staart kon mede een aanpassing zijn om de torsie vanwege de hefboomwerking van de lange staartstekels tegen te werken.
Over mogelijke rugplaten van Alcovasaurus bestaan geen directe aanwijzingen. Ford en Oelanski hebben die op het model van Kentrosaurus gemodelleerd, dus als stekelvormig. Galton & Carpenter beeldden ze af in de ruitvorm die Stegosaurus toont maar gezien de kortere staart achteraan kleiner en met minder paren.

## Fylogenie
Alcovasaurus is een lid van de Stegosauridae. In 2010 vermoedde Gregory S. Paul een meer basale positie dan Stegosaurus gezien de basale vorm van de stekels. In 2014 plaatste Oelanski Natronasaurus in de Kentrosaurinae. In 2016 stelden Galton & Carpenter, overigens zonder een cladistische analyse uit te voeren, dat Alcovasaurus dichter bij Stegosaurus dan bij Kentrosaurus stond. In 2018 vond een kladistische studie naar de Thyreophora het taxon in de Stegosauria, als zustersoort van Tuojiangosaurus multispinus. 
Met Kentrosaurus deelt Alcovasaurus de smalle staartstekels en het ver naar achteren doorlopen van de zijuitsteeksels van de staart. Er zijn echter ook verschillen. Het ruggenmergkanaal in de hoge wervelboog van de ruggenwervels is bij Kentrosaurus groter. Bij Kentrosaurus zijn de doornuitsteeksels van de voorste staartwervels slanker en niet gevorkt. Bij Kentrosaurus zijn bij grote exemplaren de trochanter minor en de trochanter major wel vergroeid.
Alcovasaurus deelt daarentegen een aantal kenmerken met de stegosaurussoorten. De wervels van rug en nek, het zitbeen en het schaambeen lijken sterk op die van Stegosaurus. De voorste en middelste staartwervels hebben gevorkte doornuitsteeksels. Hun zijuitsteeksels zijn meer naar beneden dan bezijden gericht.
In 2017 publiceerde Susannah Maidment een analyse waarin Alcovasaurus zeer basaal stond, buiten de Eurypoda zodat hij zelfs geen stegosauriër was. Dat verklaarde ze echter door de beperktheid van het materiaal. Het fossiel bleek op maar één synapomorfie van de Europoda te controleren en die ontbrak: de vergroeiing bij volwassen dieren van de trochanter major van het dijbeen met de trochanter minor. Vandaar dat het dier door de computerberekening buiten de groep geplaatst werd. Het valt door het verloren gaan van het materiaal echter niet meer te controleren of het typespecimen volwassen was of niet. Maidment liet weten er alle vertrouwen in te hebben dat het in feite wel een stegosauriër is.
In 2019 werd het taxon in de Dacentrurinae geplaatst.